# Артамонов, Михаил Константинович
Михаил Константинович Артамонов ( 20 октября 1857 — 25 октября 1919, Владивосток) — русский военный деятель, генерал от инфантерии (1917). 

## Биография
Родился в 1857 году. Из дворян Херсонской губернии. Брат генерала от инфантерии Леонида Артамонова.
Образование: Полтавская военная гимназия, Михайловское артиллерийское училище  (выпуск 1877), Александровская военно-юридическая академия (выпуск 1885; по 1-му разряду, с производством в капитаны). 
В период между обучением в училище и в академии принимал участие в Русско-турецкой войне 1877—78 годов.
Затем служил на следующих должностях: 
- Помощник прокурора Варшавского военно-окружного суда (1886—89; с 1888 года — подполковник)
- Помощник прокурора Омского военно-окружного суда (1889—94; с 1892 года — полковник)
- Помощник прокурора Иркутского военно-окружного суда (1894—98)
- Судья Иркутского военно-окружного суда (1898—99)
- Судья Туркестанского военно-окружного суда (1899—1902; с 1900 года — генерал-майор)
- Прокурор Приамурского военно-окружного суда (1902—1906)
- Председатель Приамурского военно-окружного суда (1906—1917; с 1907 года — генерал-лейтенант)

Имел все награды вплоть до Ордена Святого Владимира 2-й степени (1915). 
В мае 1917 года Временного правительства России уволен в отставку с производством в генералы от инфантерии. Скончался во Владивостокском морском госпитале по естественным причинам в период, когда город находился в глубоком тылу Русской армии Колчака.

## Награды
- Орден Святой Анны 4 степени (1877)
- Орден Святого Станислава 3 степени с мечами и бантом (1878)
- Орден Святой Анны 3 степени (1890)
- Орден Святого Станислава 2 степени (1894)
- Орден Святой Анны 2 степени (1898)
- Орден Святого Владимира 3 степени (1903)
- Орден Святого Станислава 1 степени (1905)
- Орден Святой Анны 1 степени (1911)
- Орден Святого Владимира 2 степени (1915)